# 小行星12161
小行星12161（12161 Avienius）是一颗绕太阳运转的小行星，为主小行星带小行星。该小行星于1973年9月19日发现。

## 轨道参数
小行星12161的轨道半长轴为358 859 059 km，2.3987905 UA，离心率为0.206。